# Хироши Ниномија
Хироши Ниномија (јап. 二宮 寛; Токио, 13. фебруар 1937) бивши је јапански фудбалер.

## Каријера
Током каријере је играо за Мицубиши.

## Репрезентација
За репрезентацију Јапана дебитовао је 1958. године. За тај тим је одиграо 12 утакмица и постигао 9 голова.

## Статистика
| Јапан  | Јапан   | Јапан  |
| Година | Наступи | Голови |
| ------ | ------- | ------ |
| 1958.  | 2       | 0      |
| 1959.  | 9       | 9      |
| 1960.  | 0       | 0      |
| 1961.  | 1       | 0      |
| Укупно | 12      | 9      |